# Mozzecane

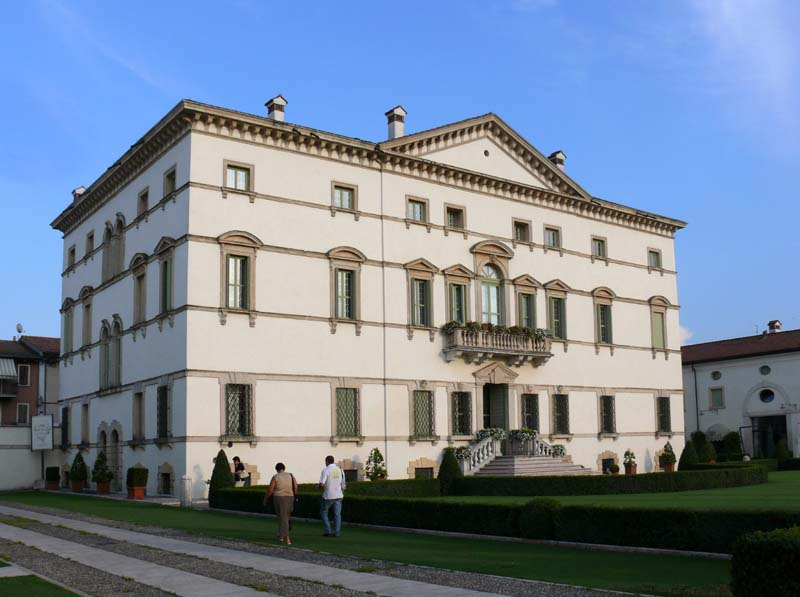
Villa Vecelli-Cavriani in Mozzecane

Mozzecane ist eine nordostitalienische Gemeinde (comune) in der Provinz Verona in Venetien. Die Gemeinde liegt etwa 19,5 Kilometer südwestlich von Verona und grenzt unmittelbar an die Provinz Mantua.

## Verkehr
An der Bahnstrecke Verona-Mantua-Modena besteht ein Bahnhof. Durch die Gemeinde führt die Strada Regionale 62 della Cisa.